# Aedes niphadopsis
Aedes niphadopsis är en tvåvingeart som beskrevs av Dyar och Frederick Knab 1918. Aedes niphadopsis ingår i släktet Aedes och familjen stickmyggor. Inga underarter finns listade i Catalogue of Life.